# Fabio Scozzoli
Fabio Scozzoli (* 3. August 1988 in Lugo, Emilia-Romagna) ist ein italienischer Schwimmer, der sich in der Schwimmlage Brust auf die beiden kürzeren Strecken spezialisiert hat. In Einzel- und Lagenstaffelwettwerben hat er national und international eine große Zahl von Medaillen gewonnen.
Im Dezember 2012 gewann er bei den Kurzbahnweltmeisterschaften in Istanbul den Titel über 100 Meter Brust. In 57,10 Sekunden siegte er vor dem Slowenen Damir Dugonjič (57,32 s) und dem US-Amerikaner Kevin Cordes (57,83 s).